# Бабина Долина
Бабина Долина (укр. Бабина Долина) —  упраздненное село на Украине, в данный момент находится в составе Пеньковки.
Код КОАТУУ — 0525386002. Население по переписи 2001 года составляет 346 человек. Почтовый индекс — 23521. Телефонный код — 4332.
Занимает площадь 0,151 км².

## Адрес местного совета
23521, Винницкая область, Шаргородский р-н, с. Пеньковка, ул. Октябрьская, 7